# Papa Ștefan al IV-lea

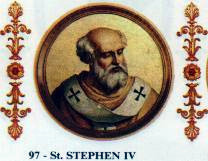
Stephen IV

Papa Ștefan al IV-lea (n. 770 d.Hr., Roma, Statele Papale – d. 24 ianuarie 817 d.Hr., Roma, Statele Papale) a fost  papă al Romei din 22 iunie 816, fiind astfel succesorul lui Leon al III-lea. Numele lui înseamnă "coroana" (greacă).
Sub pontificatul lui Ștefan papalitatea s-a apropiat mult de franci: Regele Ludovic cel Pios
este încoronat și uns împărat de către acest papă (cu așa-zisa "coroana lui Constantin"). Prin acest act, Imperiul francilor intră în tradiția vest-romană.
Noul împărat garantează alegeri libere în fruntea bisericii, ceea ce va fi însă valabil abia sub succesorul lui, Pascal I. Așa cum Ludovic promite neamestecul în treburile Romei, așa îi dă de înțeles papei că nu-i permite vreun amestec în viitorul dinastiei și al imperiului său.